# Ben Starr (Schauspieler)

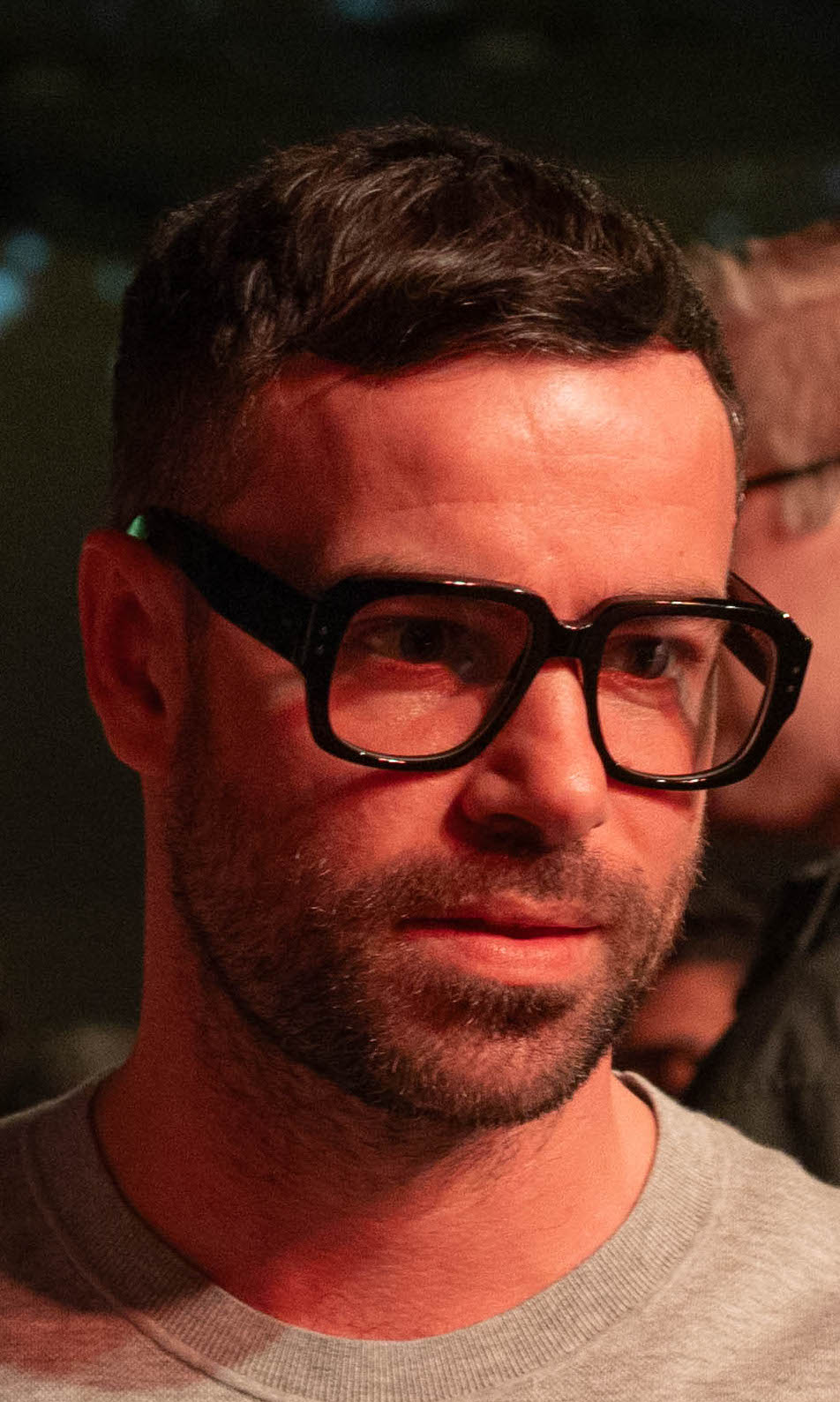
Ben Starr bei den Game Developers Choice Awards 2025

Ben Starr (* 1. April 1988 in Bristol) ist ein britischer Schauspieler und Videospielsprecher, am bekanntesten für Final Fantasy XVI.

## Leben und Karriere
Starr wurde im englischen Bristol geboren und hat  mütterlicherseits irische Wurzeln. Er spielte bereits in Jugendtheater-Gruppen, studierte aber zuerst Geschichte an der University of Durham, wo er Mitglied der Castle Theatre Company war, bevor er an die London Academy of Music and Dramatic Art ging. Nach seinem Abschluss dort hatte er 2013 sein professionelles Schauspieldebüt in ersten Episodenrollen, beginnend mit Father Brown und auf der Bühne in Yellow Face von David Henry Hwang. In der Hauptrolle spielte er darin einen Weißen, der in einem Stück fälschlicherweise als Asiate besetzt wurde. Durch diese erlangte er die Titelrolle in dem Independent-Film Meet Pursuit Delange von Howard Webster, der beim Raindance Film Festival gezeigt wurde. Zwei Serienhauptrollen spielte er 2015 in Dickensian als eine Figur aus Bleak House und von 2017 bis 2019 in drei Staffeln von Jamestown.
Nachdem er bereits zuvor in mehreren Videospielen Stimmen kleinerer Rollen beigetragen hatte, sprach  er für das 2023 erschienene Final Fantasy XVI den Protagonisten Clive Rosfield. Der Aufnahmeprozess der Einsprechungen dauerte um die vier Jahre, die auch durch die COVID-19-Pandemie beeinflusst wurden. Starr arbeitete mit seinem eigenen Hund zusammen, da auch Clive von einem begleitet wird. Etwa zwei Jahre in die Aufnahmezeit verstarb sein Vater. Anders als traditionell ist bei diesem Spiel nicht zuerst die japanische Version entstanden, sondern die englische Version priorisiert worden, sodass Fassungen anderer Sprachen auf dieser und damit auf Starrs Darstellung des Protagonisten basieren. Clive Rosfield war auch in Tekken 8 durch eine DLC-Erweiterung verfügbar. Starr wurde für die Rolle bei den Golden Joystick Awards ausgezeichnet und bei den Game Awards nominiert. Bei der darauffolgende Ausgabe der Golden Joystick Awards 2024 war Starr der Moderator.
Als Marketing für das Poker-Videospiel Balatro trat Starr als der Hofnarr Jimbo unter anderem in Live-Action-Trailern auf und erschien bei den British Academy Game Awards 2025, um die Auszeichnung des Spiels als Bestes Debüt anzunehmen. In dem Spiel Clair Obscur: Expedition 33, das mit 154 Liedern acht Stunden Musik enthält, gibt Starr mit dem Lied Until Next Life seine erste Videospiel-Musikperformance.

## Theaterauftritte
- 2013: Yellow Face (Park Theatre, Royal National Theatre)
- 2015: Stop! The Play (Trafalgar Studios)
- 2017: Caste (Finborough Theatre)

## Filmografie
- 2013: Father Brown (Fernsehserie, 1 Episode)
- 2013: Doctors (Fernsehserie, 1 Episode)
- 2015: Die Musketiere (The Musketeers, Fernsehserie, 1 Episode)
- 2015: Survivor
- 2015: Meet Pursuit Delange: The Movie
- 2015–2016: Dickensian (Fernsehserie, 13 Episoden)
- 2016: Casualty (Fernsehserie, 1 Episode)
- 2016: Die Medici (Medici, Fernsehserie, 1 Episode)
- 2017: Eat Locals
- 2017–2019: Jamestown (Fernsehserie, 24 Episoden)
- 2018: 7 Miracles
- 2019: Knightfall (Fernsehserie, 2 Episoden)
- 2019: Inspector Barnaby (Midsomer Murders, Fernsehserie, 1 Episode)
- 2021: Trying (Fernsehserie, 2 Episoden)
- 2022: Death in Paradise (Fernsehserie, 1 Episode)
- 2022: London Kills (Fernsehserie, 1 Episode)
- 2022: The Other Half (Fernsehserie, 1 Episode)
- 2023: You & Me (Fernsehserie, 2 Episoden)
- 2023: You – Du wirst mich lieben (You, Fernsehserie, 1 Episode)

## Videospiel-Synchronisation
- 2013: Company of Heroes 2
- 2016: Quantum Break
- 2018: A Way Out
- 2019: Arknights
- 2023: Final Fantasy XVI
- 2024: Warframe
- 2024: Tekken 8 – DLC-Erweiterung
- 2025: The First Berserker: Khazan
- 2025: Clair Obscur: Expedition 33
- 2025: Date Everything

## Auszeichnungen und Nominierungen
für Final Fantasy XVI als Clive Rosfield
- 2023 Golden Joystick Awards: Auszeichnung als Bester Lead-Performer
- 2023 The Game Awards: Nominierung als Bester Performer
- 2024 New York Game Awards: Nominierung für Bestes Schauspiel in einem Videospiel